# Grant Fisher
Grant Fisher (Calgary, 22 aprile 1997) è un mezzofondista statunitense.

## Palmarès
| Anno          | Manifestazione  | Sede    | Evento        | Risultato | Prestazione                              | Note                          |
| ------------- | --------------- | ------- | ------------- | --------- | ---------------------------------------- | ----------------------------- |
| 2013          | Mondiali U18    | Donec'k | 1500 m piani  | 9º        | 3'52"00                                  |                               |
| 2014          | Mondiali U20    | Eugene  | 1500 m piani  | Batteria  | 3'49"62                                  | Miglior prestazione personale |
| 2021          | Giochi olimpici | Tokyo   | 5000 m piani  | 9º        | 13'08"40                                 |                               |
| 2021          | Giochi olimpici | Tokyo   | 10000 m piani | 5º        | 27'46"39                                 |                               |
| 2022          | Mondiali        | Eugene  | 5000 m piani  | 6º        | 13'11"65                                 |                               |
| 2022          | Mondiali        | Eugene  | 10000 m piani | 4º        | 27'28"14                                 |                               |
| 2024          | Giochi olimpici | Parigi  | 5000 m piani  | Bronzo    | 13'15"13                                 |                               |
| 10000 m piani | Giochi olimpici | Parigi  | Bronzo        | 26'43"46  | Miglior prestazione personale stagionale |                               |

## Campionati nazionali
2014
- Argento ai campionati statunitensi juniores, 1500 m piani - 3'50"51

2015
- Bronzo ai campionati statunitensi juniores, 1500 m piani - 3'58"77

2018
- 6º ai campionati statunitensi, 5000 m piani - 13'32"00

2022
- Argento ai campionati statunitensi, 10000 m piani - 28'28"81

2023
- 4º ai campionati statunitensi, 10000 m piani - 28'25"61

2025
- Argento ai campionati statunitensi, 10000 m piani - 29'02"37

## Altre competizioni internazionali
2021
- 6º al Prefontaine Classic ( Eugene), 2 miglia - 8'11"09

2022
- Argento al Memorial Van Damme ( Bruxelles), 5000 m piani - 12'46"96
- Bronzo al Weltklasse Zürich ( Zurigo), 5 km - 13'01"
- Bronzo all'Herculis ( Monaco), 3000 m piani - 7'28"48
- Oro alla Sound Running TEN ( San Juan Capistrano), 10000 m piani - 26'33"84

2023
- 11º al Golden Gala ( Firenze), 5000 m piani - 12'56"99
- Bronzo al Weltklasse Zürich ( Zurigo), 5000 m piani - 12'54"49
- Bronzo al Prefontaine Classic ( Eugene), 3000 m piani - 7'25"47

2024
- Argento al London Athletics Meet 2024 ( Londra), 3000 m piani - 7'27"99

2025
- 9º al Prefontaine Classic ( Eugene), miglio - 3'48"29
- Argento all'Athletissima ( Losanna), 5000 m piani - 13'08"51